# Élie Sauvage
 (juillet 2023).
Pour les articles homonymes, voir Sauvage (homonymie).
Élie François Victor Sauvage, né à Mayenne le 12 mai 1814 et mort à Asnières le 29 décembre 1871, est un auteur dramatique et romancier français.

## Biographie
Il est le fils d'Angélique-Renée Rotureau et de René Sauvage, négociant à Mayenne. Il est le frère de René-Eugène Sauvage-Hardy.
Il collabore au journal La Mayenne et entame sa carrière littéraire par un recueil de vers. Il se tourne ensuite vers le thêâtre et produit, seul ou en collaboration, une douzaine de pièces. Devenu membre de la Société des gens de lettres, il publie vers la fin de sa vie deux romans, Mirette, roman spirite, et La Petite Bohémienne, qui est traduit en anglais sous le titre The Little Gipsy.

## Publications
Théâtre
- Un matelot, vaudeville en 1 acte, avec Gabriel Lurieu, Paris, Théâtre du Palais-Royal, 6 mars 1833
- Julien l'évangéliste, drame en 5 actes et en vers, 1836
- Jeanne d'Arc en prison, monologue en 1 acte et en vers, avec René Périn, Théâtre du Luxembourg, 1845
- Le Roi Lear, drame en 4 actes et en vers, imité de Shakspeare, avec Frédéric Duhomme, Paris, Théâtre de l'Odéon, 10 novembre 1844
- La Tour de Ferrare, drame en 5 actes et 6 tableaux, avec Jules-Édouard Alboize de Pujol et Charles Lafont, Paris, Théâtre de la Gaîté, 30 avril 1845
- Le Comte Julien, ou le Château maudit, drame en 4 actes, avec Frédéric Duhomme, Paris, Théâtre de la Porte-Saint-Martin, 31 janvier 1846
- La Vestale, tragédie en 5 actes, en vers, avec Frédéric Duhomme, Paris, Théâtre-Français, 30 mai 1846
- Boudjali, comédie-vaudeville en 1 acte, avec Frédéric Duhomme et René Chevalier, Paris, Théâtre des Folies-Dramatiques, 4 novembre 1851
- Un mari brûlé, comédie en 1 acte mêlée de chant, avec Eugène Nus et Élie Sauvage, Paris, Théâtre des Folies-Dramatiques, 8 septembre 1852
- La Servante du roi, drame en 5 actes et en vers, avec Frédéric Duhomme, Paris, Théâtre de l'Odéon, 24 avril 1854
- Le Nord et le Midi, comédie en 1 acte, en prose, Paris, Théâtre de l'Odéon, 7 décembre 1856
- Les Mores de Grenade, drame en 3 actes et en vers, précédé d'un prologue, 1861
- Les Coiffeurs, comédie-vaudeville en 3 actes, avec Élie Sauvage, Paris, Théâtre des Variétés, 7 mai 1864

Romans
- Mirette, roman spirite (1867)
- La Petite Bohémienne (1868)

Poésie
- Les Rayons du matin (1835)